# Хуррамзамин (Дангаринский район)
Хуррамзамин (тадж. Хуррамзамин) — село в Дангаринском районе Хатлонской области Республики Таджикистан. Административный центр джамоата (сельской общины) им. Исмата Шарипова Дангаринского района.
Находится на расстоянии 9 км от райцентра (пгт. Дангара).
Прежнее название – Джартеппа (тадж. Ҷартеппа).
Население — 4378 чел. (2017).